# Gymnoscelis argyropasta
Gymnoscelis argyropasta là một loài bướm đêm trong họ Geometridae.